# Carlos Soublette
Carlos Soublette (La Guaira, 15 dicembre 1789 – Caracas, 11 febbraio 1870) è stato un militare e politico venezuelano che ha ricoperto la carica di presidente del Venezuela.
Educato presto secondo l'istruzione militare, Soublette si unì a Francisco de Miranda nella lotta indipendentista. Più tardi aiutò Simón Bolívar nella cosiddetta expedición de los cayos; inoltre partecipò a diverse campagne contro l'esercito spagnolo, grazie alle quali ottenne l'incarico di Direttore della Guerra nelle province centrali del paese.
Soublette ebbe poi la vicepresidenza del dipartamento del Venezuela e partecipò attivamente alla separazione della Grande Colombia e la formazione della Repubblica del Venezuela.
Soublette assunse la presidenza in due periodi, come uno dei candidati favoriti da José Antonio Páez: il primo dall'11 marzo 1837 al 1º febbraio 1839 e il secondo dal 26 gennaio 1843 al 30 gennaio 1847.